# Tomás Soares
Alves Soares est un nom portugais ; le premier nom de famille (d'usage facultatif) est Alves et le second est Soares.
Pour les articles homonymes, voir Soares.
Tomás Alves Soares, né le 19 janvier 2008 à Paços de Ferreira au Portugal, est un footballeur portugais qui évolue au poste d'attaquant dans les catégories jeunes du SL Benfica.

## Biographie

### Carrière en club
Soares commence le football au SC Freamunde puis est formé au Benfica, où il s'illustre en tant que buteur en équipes jeunes.
Il signe un premier contrat professionnel fin 2024, à 16 ans.

### En sélections nationales
Il est international junior avec les équipes du Portugal des moins de 15, 16 et 17 ans.
En 2025, il est convoqué pour participer à la phase finale du Championnat d'Europe des moins de 17 ans 2025 en Albanie. La Portugal atteint la finale de la compétition après l'avoir emporté au tirs au but face à l'Équipe d'Italie des moins de 17 ans de football, puis remporte la finale face à la France.

## Palmarès

### En sélection
Portugal -17 ans
- Championnat d'Europe
  -  Vainqueur en 2025.